# Sumy (stacja kolejowa)
Sumy – stacja kolejowa w Sumach, w obwodzie sumskim, na Ukrainie. Znajdują się tu 3 perony.